# مایک هاونار
مایک هاونار (به انگلیسی: Mike Havenaar) بازیکن فوتبال اهل ژاپن و عضو تیم ملی فوتبال ژاپن است که در تاریخ ۰۲ سپتامبر ۲۰۱۱ میلادی اولین بازی ملی‌اش را انجام داد. او در ۹ بازی ملی حضور داشت و آخرین بازی ملی خود را در تاریخ ۱۲ اکتبر ۲۰۱۲ میلادی انجام داد. مایک هاونار در بازی‌های ملی‌اش
۳ گل به ثمر رساند.